# Ragadia annulata
Ragadia annulata är en fjärilsart som beskrevs av Smith 1867. Ragadia annulata ingår i släktet Ragadia och familjen praktfjärilar. Inga underarter finns listade.